# Keusche Kuckuckshummel
Bombus vestalis, auch Keusche Kuckuckshummel oder Gefleckte Kuckuckshummel, ist eine Hummelart aus der Unterfamilie der Kuckuckshummeln. Sie ist ein Brutparasit, der die Nester von anderen Hummeln übernimmt. Hauptwirt ist die Dunkle Erdhummel (Bombus terrestris).

## Merkmale
Weibchen von Kuckuckshummeln können von anderen Hummelarten leicht daran unterschieden werden, dass die Sammeleinrichtungen für Pollen an den Hinterbeinen, Corbicula oder Körbchen genannt (vgl. Körbchensammler), nicht ausgebildet sind. Die Kuckuckshummel-Arten sind aber untereinander in Körpergestalt und Färbung teilweise ähnlich und schwer bestimmbar.
Die Königin der Keuschen Kuckuckshummel hat eine Größe von bis zu 21 mm sowie eine Flügelspannweite von 37 mm. Das Männchen ist mit 16 mm wesentlich kleiner. Die Spitze des Hinterleibs ist bei der Art nicht bauchseitig eingekrümmt (wie bei einigen anderen Kuckuckshummel-Arten). Die Hummel ist überwiegend schwarz mit einem orangefarbenen „Kragen“ (das erste Segment des Rumpfabschnitts ist orange gefärbt). Der dritte Tergit des Hinterleibs ist seitlich außen gelb behaart. Der vierte und meist auch der fünfte Tergit des freien Hinterleibs ist großteils weiß. Die Drohnen sind kleiner und haben längere Fühler.
Von der ebenfalls bei Erdhummeln parasitierenden Böhmischen Kuckuckshummel Bombus bohemicus kann Bombus vestalis in beiden Geschlechtern anhand der Länge der Fühlerglieder unterschieden werden. Bei ihr ist das dritte Fühlerglied nur wenig länger als das fünfte, bei Bombus bohemicus merklich länger. Außerdem ist bei Bombus bohemicus das dritte Tergit des freien Hinterleibs seitlich meist heller, bis weiß, gefärbt und die gelbe Binde am Rumpfabschnitt heller.

## Verbreitung
Das Verbreitungsgebiet von Bombus vestalis reicht von Südschweden im Norden bis nach Nordafrika im Süden sowie von Irland im Westen bis in den Nordiran im Osten. 2009 wurde die Art erstmals in Schottland gesichtet. In Irland ist sie extrem selten, 2014 gelang die erste Sichtung nach 88 Jahren. In Deutschland ist die Keusche Kuckuckshummel weit verbreitet und mäßig häufig. In der Schweiz und Belgien gilt sie als gefährdet (vulnerable), in Ungarn als potenziell gefährdet (near threatened), im Rest ihres europäischen Verbreitungsgebiets als ungefährdet.

## Ökologie
Bombus vestalis gehört zu den wirtsspezifischen Kuckuckshummel-Arten. Als einziger Wirt wird meist Bombus terrestris angegeben, daneben gibt es nur wenige Angaben auch für die Helle Erdhummel (Bombus lucorum), den Hauptwirt von Bombus bohemicus. Die überwinterten Königinnen erscheinen im zeitigen Frühling, die Drohnen folgen Ende Mai bis Anfang Juni. Bevorzugt parasitiert werden früh begründete Völker nahe guter Trachtquellen. Der weibliche Bombus vestalis verbleibt bis April im Winterschlaf. Die Wirtsart hat bis dahin die erste Generation von Arbeiterinnen aufgezogen.
Als bevorzugte Nahrung dienen Klee, Vogel-Wicke, Flockenblumen, Taubnesseln, Weiden, Schlehdorn und Löwenzahn.
Orchideen aus der Gattung der Ragwurzen der auf Sardinien endemischen Arten Ophrys chestermanii und Ophrys normanii ahmen den Geruch von paarungsbereiten Weibchen von Bombus vestalis nach. Durch den Paarungsversuch der Drohnen mit dem Labellum wird die Orchideenblüte bestäubt.

### Auswahl des Wirtsnests
Kuckuckshummeln finden ihre Wirtvölker anhand der Pheromonspur von Arbeiterinnen, die sie bei der Pollensuche hinterlassen. Bombus-vestalis-Weibchen können anhand des Geruches der Wirtsarbeiterinnen deren Alter und den Zeitpunkt für die Übernahme des Nestes erkennen. Nur bei einer bestimmten Größe des Wirtsnestes ist der Übernahmeversuch von Bombus vestalis erfolgreich, ansonsten wird die Angreiferin meist getötet. Sobald sie in das Nest eindringt, wird sie von den Arbeiterinnen untersucht und häufig angegriffen. Wenn in der Wirtskolonie erst fünf Arbeiterinnen geschlüpft sind, ist die Überlebenswahrscheinlichkeit 100 Prozent, bei 20 Arbeiterinnen liegt sie bei etwa 30 Prozent und bei 50 Arbeiterinnen werden alle Parasitenweibchen beim Eindringen getötet. Die Eierproduktion der Arbeiterinnen der Wirtsart wird durch die Kuckuckshummel in der Regel unterdrückt. Beim Eindringen kann es aber nach dem Abtöten der Wirtskönigin dazu kommen, dass ältere Arbeiterinnen mit dem Eierlegen beginnen; da sie unverpaart sind, schlüpfen dann nur Männchen der Wirtsart.
Das Kuckuckshummel-Weibchen greift öfters ältere Arbeiterinnen der Wirtsart an, da sie eine Bedrohung für sie und ihre Eier darstellen. Sie identifiziert diese Arbeiterinnen anhand von Pheromonen. Je älter eine Biene ist, desto mehr Pheromone scheidet sie aus. Drohnen der Kuckuckshummel sind durch ein Allomon gegenüber den Wirtsarbeiterinnen geschützt.

## Taxonomie und Phylogenie
Die Art wurde als Apis vestalis (Geoffroy in Fourcroy, 1785) erstbeschrieben. Sie wurde lange Zeit in eine eigenständige Gattung Psithyrus eingeordnet und dann Psithyrus vestalis (Geoffroy, 1785) genannt, heute gilt Psithyrus als Untergattung von Bombus. Ein alter synonymer Name ist Bremus aestivalis Panzer, 1805.
Die Art ist nahe verwandt mit Bombus bohemicus; die Artengruppe wurde formal als Untergattung Ashtonipsithyrus beschrieben. Es werden, noch unter dem Gattungsnamen Psithyrus beschrieben, drei Unterarten unterschieden, die von vielen Autoren als eigenständige Arten aufgefasst werden. Zwei davon kommen endemisch auf Inseln im Mittelmeer vor:
- Bombus vestalis perezi (Schulthess-Rechberg, 1886). Endemit der Inseln Korsika[19] und Elba[20].
- Bombus vestalis sorgonis (Strand, 1917). Endemit der Insel Sardinien.[20]
- Psithyrus vestalis obenbergeri (May, 1944) soll im Mittelmeergebiet, unter anderem in Spanien, weiter verbreitet sein. Diese Unterart wird aber vielfach nicht mehr anerkannt.